# Президентские выборы в Узбекистане (2007)
Президентские выборы в Узбекистане 2007 — очередные, третьи (не считая выборы 1990 года) в истории независимого Узбекистана выборы президента этого государства. Состоялись 23 декабря 2007 года. Явка избирателей по официальным данным ЦИК республики составила 90,60 %. По тем же официальным данным, действующий президент страны Ислам Каримов, который выдвигался от правящей и крупнейшей в стране Либерально-демократической партии Узбекистана, набрал подавляющее большинство голосов избирателей — а именно 90,76 %, и переизбран фактически на пятый президентский срок. Остальные три кандидата набрали от 2,94 % до 3,27 % голосов.

## Кандидаты
На выборы как и в предыдущий раз, не были допущены кандидаты от так называемой внесистемной оппозиции, к примеру от таких крупнейших оппозиционных партий, лишённых официальной регистрации и находяющиеся фактически под запретом, как Демократическая партия «Эрк» и партия «Бирлик», не говоря уже от мелких оппозиционных сил, таких как Коммунистическая партия Узбекистана и движения «Солнечный Узбекистан».
ЦИК Республики Узбекистан в итоге зарегистрировала лишь четыре кандидата, которые смогли удовлетворить все необходимые требования для выдвижения. Им стали действующий президент страны с 1990 года (правил страной с 1989 года) Ислам Каримов, который в отличие от предыдущих выборов, на этот раз выдвигался от ставшей правящей и крупнейшей партией в Узбекистане — Либерально-демократической партии Узбекистана. От так называемой «конструктивной парламентской оппозиции», от бывшей правящей Народно-демократической партии Узбекистана выдвигался её тогдашний лидер Аслиддин Рустамов. Другая «конструктивная парламентская оппозиция» — Социал-демократическая партия Узбекистана «Адолат» («Справедливость») выдвинула также своего лидера — Дилярам Ташмухаммедову, ставшей первой (и пока единственной) в истории Узбекистана кандидатом-женщиной на президентских выборах. Четвёртым кандидатом стал юрист и беспартийный депутат Законодательной палаты Олий Мажлиса Республики Узбекистан Акмаль Саидов, который на этих выборах участвовал как беспартийный независимый кандидат. 
Между тем, в это время в Узбекистане имели официальную регистрацию ещё две партии, которые к тому же являлись парламентскими. Это: Национально-демократическая партия Узбекистана «Фидокорлар» («Самоотверженные») и Демократическая партия Узбекистана «Миллий тикланиш» («Национальное возрождение»), которые не выдвинули от себя кандидатов на выборах по разным причинам. Поэтому, эти две партии формально поддержали кандидатуру действующего президента Ислама Каримова. 
| Зерегистрированные кандидаты         | Партия                                        |
| ------------------------------------ | --------------------------------------------- |
| Акмаль Холматович Саидов             | Беспартийный независимый кандидат             |
| Аслиддин Ашурбаевич Рустамов         | Народно-демократическая партия Узбекистана    |
| Дилярам Гафурджановна Ташмухаммедова | Социал-демократическая партия «Адолат»        |
| Ислам Абдуганиевич Каримов           | Либерально-демократическая партия Узбекистана |

## Результаты
По официальным данным ЦИК Республики Узбекистан, явка избирателей на этих выборах составила 90,60 %, что примерно на 5 % ниже чем на предыдущих выборах 2000 года. По тем же официальным данным ЦИК республики, действующий президент страны Ислам Абдуганиевич Каримов набрал 90,76 % голосов избирателей, что также примерно на 5 % ниже чем на предыдущих выборах 2000 года, став президентом страны на пятилетний срок. Таким образом, Ислам Каримов юридически стал президентом Республики Узбекистан на первый срок, так как его предыдущие сроки «обнулились» по итогам всенародного конституционного референдума 2002 года.  Фактически, если считать его президентские сроки с момента президентских выборов 1990 года (первый срок), Ислам Каримов начал свой пятый срок, так как он был избран президентом независимого Узбекистана на выборах декабря 1991 года (второй срок), продлевал свои полномочия до 2000 года специальным всенародным референдумом 1995 года (третий срок), а также переизбирался вопреки Конституции Республики Узбекистан (ограничивающая президентские сроки для одного человека не более двумя сроками подряд) на президентских выборах 2000 года (четвёртый срок) с помощью признанной независимыми экспертами антиконституционной резолюции, принятой Олий Мажлисом Республики Узбекистан в 1999 году, разрешающая персонально Исламу Каримову участвовать на выборах 2000 года. 
| Кандидат                    | Голоса       | %     |
| --------------------------- | ------------ | ----- |
| Ислам Каримов               | 13,008,257   | 90,76 |
| Аслиддин Рустамов           | 468,064      | 3,27  |
| Дилором Тошмухаммедова      | 434,111      | 3,03  |
| Акмаль Саидов               | 420,815      | 2,94  |
| Действительные голоса       | 14,331,347   | 100   |
| Недействительные голоса     | 434,097      | 2,94  |
| Всего голосов (явка 90,6 %) | 14,765,444   | -     |
| Источник                    | elections.uz | -     |